# Schilbe micropogon
Schilbe micropogon is een  straalvinnige vissensoort uit de familie van glasmeervallen (Schilbeidae). De wetenschappelijke naam van de soort is voor het eerst geldig gepubliceerd in 1943 door Trewavas.
De soort staat op de Rode Lijst van de IUCN als niet bedreigd, beoordelingsjaar 2009.